# John Dumbell
John Dumbell (ur. 1 stycznia 1859 w Liverpoolu, zm. 31 grudnia 1936 w New Plymouth) – nowozelandzki rugbysta pochodzenia angielskiego.
John Dumbell urodził się w Liverpoolu w Anglii. W 1872 roku wyemigrował wraz z rodzicami do Nowej Zelandii. Był wychowankiem klubu Athletic RFC, występował również w regionalnej drużynie Wellington. W zespołach tych pełnił funkcję kopacza. Zagrał w 5 meczach reprezentacji (wszystkie w 1884 roku), w tym w pierwszym tournée do Australii, jednakże w żadnym testmeczu. Zawodnik ten wystąpił w debiucie reprezentacji Nowej Zelandii. Z racji czwartego w porządku alfabetycznym nazwiska jest czwartym zawodnikiem na liście reprezentantów Nowej Zelandii. Był jednym z najlżejszych, jeśli nie najlżejszym, reprezentantem Nowej Zelandii w rugby union.
Po zakończeniu kariery zawodniczej Dumbell został sędzią i działaczem WRFU.